# Válka Bohů
Válka Bohů je americký akční fantasy film z roku 2011 režiséra Tarsema Singha Dhandwara. Film je volně založený na řeckých mýtech o Théseovi, Minotaurovi a Titanomachii. Snímek je také známý pod dřívějšími jmény, jež jsou Dawn of War a War of the Gods, film byl poté oficiálně přejmenován na Immortals.

## Děj
Je to už dlouhá doba od chvíle, kdy Bohové porazili Titány. Na světě se objevuje nové nebezpečí. Král Hyperion začal válku proti lidem. Touží po moci, a tak hledá bájný silný luk Epirus, který ukoval bůh Áres. Pro tento úkol shromažďuje velkou armádu vojáků, které sám znetvořil. Začíná válku a přitom drancuje staré Řecko. Dále hodlá vysvobodit pomstychtivé Titány a naprosto zničit všechny bohy. Jediná naděje světa se objevuje vzápětí, prostý venkovan Theseus.

## Obsazení
- Henry Cavill jako Theseus
- Stephen Dorff jako Stavros
- Luke Evans jako Zeus
- John Hurt jako starý muž
- Isabel Lucas jako Athéna,
- Kellan Lutz jako Poseidon
- Joseph Morgan jako Lysander
- Freida Pinto jako Phaedra
- Daniel Sharman jako Arés
- Peter Stebbings jako Hélios
- Stephen McHattie jako Cassander
- Greg Bryk jako mnich ve službě Phaedra
- Alan van Sprang jako Dareios
- Mickey Rourke jako král Hyperion

Mezi další herce patří kanadský wrestler Robert Maillet, který si zahrál monstrum, Kaniehtiio Horn, Ayisha Issa a Mercedes Leggett jako Phaedřiny sestry, Corey Sevier jako Apollón, Steve Byers jako Héraklés a Mark Margolis jako kněz v chrámu.

## Produkce
Film obsahuje některé prvky z klasických řeckých mýtů, byl natočen pomocí 3D technologie. Rozpočet snímku byl mezi 80 až 120 miliony dolarů a jeho uvedení na trh stálo nejméně 35 milionů dolarů.

### Hudba
Hudbu k filmu složil, produkoval a dirigoval Trevor Morris, byla vydána 8. listopadu 2011.

## Vydání
Film měl premiéru 8. listopadu 2011 v Los Angeles a do amerických kin byl uveden 11. listopadu 2011.

### Komiks
Nakladatelství Archaia Press vydalo grafický román s názvem Immortals: Gods and Heroes. V knize s pevnou vazbou se objevily nové příběhy, které na film navazovaly.

## Ocenění
| Rok  | Cena                    | kategorie                 | Oceněný                                              | Výsledek | Reference |
| ---- | ----------------------- | ------------------------- | ---------------------------------------------------- | -------- | --------- |
| 2011 | IGN Summer Movie Awards | Nejlepší fantasy film     | Immortals                                            | Nominace | [ 3 ]     |
| 2011 | IGN Summer Movie Awards | Nejlepší 3D film          | Immortals                                            | Nominace | [ 3 ]     |
| 2012 | Saturn Awards           | Nejlepší fantasy film     | Immortals                                            | Nominace | [ 4 ]     |
| 2012 | Saturn Awards           | Nejlepší produkční design | Tom Foden                                            | Nominace | [ 4 ]     |
| 2012 | Saturn Awards           | Nejlepší make-up          | Annick Chartier, Adrien Morot, a Nikoletta Skarlatos | Nominace | [ 4 ]     |